# Caraz
Caraz este un oraș din Peru. 

## Orașe înfrățite
- Mesa, Arizona, din 1989[1]